# Amphisbetia recta
Amphisbetia recta is een hydroïdpoliep uit de familie Sertulariidae. De poliep komt uit het geslacht Amphisbetia. Amphisbetia recta werd in 1882 voor het eerst wetenschappelijk beschreven door Bale. 